# جورج غراي (مذيع)
جورج غراي (بالإنجليزية: George Gray)‏ هو مذيع ‏ أمريكي، ولد في 11 مارس 1967 في سانت لويس في الولايات المتحدة.

## وصلات خارجية
- جورج غراي على موقع IMDb (الإنجليزية)
- جورج غراي على موقع قاعدة بيانات الفيلم (الإنجليزية)